# 李·雷米克
李·安·雷米克（英語：Lee Ann Remick，1935年12月14日—1991年7月2日），是一位美国女演员。她凭借在1962年电影《美酒与玫瑰的日子》中的表演，赢得奥斯卡最佳女主角提名，并在1966年，凭借百老汇剧作《盲女惊魂记》中的表现，获得托尼奖最佳戏剧女演员提名。
1957年，雷米克于《登龙一梦》中完成电影首秀。另外她参演的著名电影包括：《桃色血案》（1959年）、《狂澜春醒》（1960年）、《侦探》（1968年）、《凶兆》（1976年）和《欧洲人》（1979年）。她凭借1973年的电视电影《蓝色骑士》获得金球奖最佳女主角，并在1974年的迷你剧《珍妮：兰道夫·丘吉尔夫人》中扮演丘吉尔的母亲，并凭借这一角色获得了英国电视学院奖最佳女主角。1991年4月，雷米克在好莱坞星光大道上获得了一个纪念星。